# U 23 (Kriegsmarine)
De U 23 was een Duitse U-boot van de Kriegsmarine tijdens de Tweede Wereldoorlog. Hij was een Type IIB U-boot en deed dienst van 1936 tot 1944. Gedurende zestien patrouilles bracht de U 23 zeven schepen met een tonnage van in totaal 11.179 BRT tot zinken, waaronder twee oorlogsschepen. Tien commandanten voerden het bevel over de U 23. Een van hen was de bekende Otto Kretschmer. Tegen het einde van de oorlog werd de boot door de bemanning tot zinken gebracht nabij de Turkse kust om te voorkomen dat hij in geallieerde handen zou vallen.

## Bouw en tewaterlating
De kiel van de U 23 werd gelegd te Kiel op 11 april 1936. De tewaterlating gebeurde op 28 augustus 1936 en een maand later werd hij in dienst genomen.

## Eerste oorlogsjaar
Om 04:45 van 4 oktober 1939 scoorde de U 23 een van de vroegste successen van de Kriegsmarine in het begin van de oorlog, toen hij het Britse koopvaardijschip Glen Farg met kanonvuur en een torpedo, op ongeveer 60 km ten zuidwesten van Sumburgh Head tot zinken bracht. Een bemanningslid overleed en 16 overlevenden werden opgepikt door de HMS Firedrake die hen de volgende dag in Kirkwall aan wal bracht. De U 23 stond toen onder bevel van Otto Kretschmer, die later een van de bekendste en meest succesvolle Duitse onderzeeboot azen zou worden. Onder diens bevel ontsnapte de U 23 op 14 oktober 1939 aan een aanval door de Britse onderzeeër HMS Sturgeon, onder bevel van luitenant-ter-zee L. G. A. Gregory van de Royal Navy. De HMS Sturgeon lanceerde drie torpedo's naar de U 23 in het Skagerak, op zo'n 20 zeemijlen ten west-noord-west van Skagen, Denemarken op positie 57° 49′ 0″ NB, 9° 59′ 0″ OL. De torpedo's misten hun doel en de U 23 kon ontkomen.

## Trainingsschip
Na zijn dienst in de Atlantische Oceaan werd de U 23 van juni 1940 tot september 1942 als trainingsboot ingezet in het 21. Unterseebootsflottille.

## Carrière in de Zwarte Zee
Vanaf oktober 1942 werd de U 23 ingezet in de 30. Unterseebootsflottille. Die eenheid bestond uit zes U-boten en was actief in de Zwarte Zee. Om hier te geraken werd de U 23 op ongebruikelijke wijze door de Kriegsmarine overgeplaatst: de U-boten werden getransporteerd over land per trein en via de rivier de Donau, naar de Roemeense haven van Constanța vervoerd. Van hieruit brachten de onderzeeboten in twee jaar tijd 26 (veelal Sovjet) schepen tot zinken met een tonnage van 45.426 BRT.
In augustus 1944 werd Roemenië, een van de asmogendheden, door de Sovjets veroverd. Hierdoor kon het 30. Unterseebootsflottille niet meer over land terugkeren naar Duitsland. Besloten werd om de onderzeeboten zelf tot zinken te brengen om ze niet in handen te laten vallen van het Rode Leger of de marine van de Sovjet-Unie. De U 23 werd samen met de U 19 en de U 20 op 10 september 1944 nabij de kust van Turkije in de Zwarte Zee tot zinken gebracht. De precieze locatie hiervan is 41° 11′ 0″ NB, 30° 0′ 0″ OL.

## Teruggevonden
Op 3 februari 2008 vond de Turkse marine-ingenieur Selçuk Kolay de rustplaats van de drie tot zinken gebrachte onderzeeërs, nabij de Turkse kust en bezocht het wrak van een ervan, de U 20 op drie kilometer van de stad Agva. De U 20 ligt op 25 meter diepte, de U 23 op 50 meter en de U 19 op 500 meter.

## Commandanten
- 1 sep. 1936 - 3 jan. 1938: KrvKpt. Eberhard Godt
- 1936/37 - 30 sep. 1937: Hans-Günther Looff
- 1 okt. 1937 - 1 april 1940: Kptlt. Otto Kretschmer
- 8 april 1940 - 19 mei 1940: Kptlt. Heinz Beduhn
- 20 mei 1940 - 30 sep. 1940: Heinrich Driver
- 1 okt. 1940 - 20 maart 1941: Kurt Reichenbach-Klinke
- 21 maart 1941 - 23 sep. 1941: Ernst-Ulrich Brüller
- 24 sep. 1941 - 26 maart 1942: Ulrich Gräf
- 27 maart 1942 - 19 juni 1944: Kptlt. Rolf-Birger Wahlen
- 20 juni 1944 - 10 sep. 1944: Oblt. Rudolf Arendt